# FOOLY COOLLY
『FOOLY COOLLY』（フーリー・クーリー）は、MAGICの7枚目のオリジナル・アルバム。1996年8月21日にメルダックから発売。

## 内容
NOBODYプロデュースアルバム第1弾。シングル「STAND UP, BOY」と同時発売。上澤津孝が運営する「FOOLY KOOLLY」は当アルバムタイトルから由来しており、上沢津と元メンバーの山口憲一の「wface」は『W-FACE』から由来している。

## 収録曲
1. BE-BOP-SLAP（幸せな馬鹿）（2：26）[1]
2. ハリウッド・スマイル（2：55）[1]
3. STAND UP, BOY（3：17）[1]
4. ANGEL IN THE SUMMER（2：52）[1]
5. COMIN' HOME（2：34）[1]
6. キャンディ（3：23）[1]
7. GIMME LOVE（3：31）[1]
8. Foolish Heart（3：14）[1]
9. NO WAY OUT（3：00）[1]
10. W-FACE（3：17）[1]
11. ひまわり（3：31）[1]
12. Rock'a Billy Train（2：08）[1]

## 楽曲制作者
特記以外作詞・作曲・全編曲：NOBODY
作詞：船橋孝樹（2,10）竜真知子（3,4,8,11）高柳恋（7）
作曲：上澤津孝（5）谷田部憲昭（7）小坂浩人（12）